# 1984年6月13日月食
1984年6月13日月食为一次在协调世界时1984年6月13日出現的半影月食。該次月食半影食分為0.090、全影食分為-0.936。

## 概述
這次月食的食分是17.46。

## 基本參數
- 類型：半影月食
- 食甚資料：
  - 日期：1984年6月13日
  - 時間：14:26
  - 月球位置：赤經17.46度、赤緯-24.7度
  - 食分：半影食分：0.090、全影食分：-0.936

## 外部連結
- NASA月食專頁（页面存档备份，存于）（英文）